# Alemannenring
Der Alemannenring war eine temporäre Motorsport-Rennstrecke (Stadtkurs) im Gewerbegebiet von Singen (Hohentwiel) im Landkreis Konstanz in Baden-Württemberg, auf der von 1991 bis 1995 fünf Läufe zur Deutschen Tourenwagen-Meisterschaft stattfanden. Die Streckenlänge von 2,8 Kilometer wurde im Uhrzeigersinn befahren.

## Geschichte
Bereits im Mai 1952 wurde auf einem Stadtkurs südlich des Stadtzentrums das erste Singener Stadtrennen für Motorräder veranstaltet. Danach dauerte es bis 1980 ehe der Singener Motorsportclub 2 weitere Veranstaltungen auf der damals 2,785 km langen ersten Variante des Alemannenrings in einem Industriegebiet durchführte. Der Todessturz des Seitenwagen-Beifahrers Hans-Joachim Wolf am 20. September 1981 bei der zweiten zur deutschen Motorrad-Meisterschaft zählenden Veranstaltung beendete die Geschichte dieser Veranstaltung abrupt.
Von 1991 bis 1995 fanden auf einer modifizierten Variante des ersten Kurses 5 Veranstaltungen der DTM statt. Mit deren Einstellung Ende 1995 endeten auch die Rennen auf dem Alemannenring.
Seit 1995 hat es auf der südlichsten Rennstrecke Deutschlands keine Rennen mehr gegeben, obwohl Planungen zur Reaktivierung unter anderem neue Tribünen und Verbesserungen an einigen Streckenabschnitten vorsahen.

## Streckenbeschreibung
Auf der vierspurigen Georg-Fischer-Straße war die neun Meter breite Start-Ziel-Gerade und die ebenso breite Boxengasse eingerichtet. Die übrigen Streckenabschnitte waren mit bis zu 14 Meter deutlich breiter. Nach der Pegulan-Kurve, einer 90-Grad-Rechtskurve, in der sich auch die Boxenausfahrt befand, folgte auf der Carl-Benz-Straße eine kurze Gerade. Danach bog man rechts in die Grubwaldstraße ab und kurz darauf links in die Byk-Gulden-Straße. Durch eine Rechtskurve gelangte man auf die Gegengerade, die Pfaffenhäule, von der es wiederum rechts auf die Robert-Gerwig-Straße ging. Diese Straße wäre die längste Gerade gewesen, wenn sie nicht 150 Meter vor dem Ende durch die Radio-7-Schikane unterbrochen worden wäre. Für diese Schikane wurde der Fußweg mittels einer Rampe aus Asphalt in die Strecke einbezogen. Danach folgte eine Linkskurve auf die Georg-Fischer-Straße, wo nun die Verlängerung der Boxengasse in entgegengesetzter Richtung befahren wurde. Die sich anschließende Haarnadel-Rechtskurve war der mit Abstand langsamste Streckenabschnitt und führte auf die Start-Ziel-Gerade mit der Ziellinie nach ungefähr zwei Dritteln dieser Geraden.
Daneben gab es auch eine 2,784 Kilometer lange Motorradvariante. Diese verzichtete auf die Haarnadelkurve und nutzte dafür zusätzlich die Robert-Bosch-Straße im Nordwesten des Kurses.

## Veranstaltungen
Die Strecke wurde zwischen 1991 und 1995 jeweils einmal im Jahr für eine automobile Veranstaltung eingerichtet. Hauptprogrammpunkt waren die Rennen zur DTM. Daneben starteten folgende Serien im Rahmenprogramm:
- Porsche Carrera Cup Deutschland: 1991, 1993–1995
- Deutsche Formel-3-Meisterschaft: 1992–1995
- Österreichische Rennwagen-Meisterschaft: 1992
- Österreichischer Formel 3 Cup (1994)
- Deutsche Tourenwagen Challenge (1995)

### DTM-Sieger in Singen
- 1991:
  - 1. Rennen: Frank Biela, Audi V8 quattro
  - 2. Rennen: Hans-Joachim Stuck, Audi V8 quattro
- 1992:
  - 1. Rennen: Bernd Schneider, AMG-Mercedes-190-E
  - 2. Rennen: Bernd Schneider, AMG-Mercedes-190-E
- 1993:
  - 1. Rennen: Nicola Larini, Alfa Romeo 155 V6 TI
  - 2. Rennen: Bernd Schneider, AMG-Mercedes-190-E
- 1994:
  - 1. Rennen: Nicola Larini, Alfa Romeo 155 V6 TI
  - 2. Rennen: Nicola Larini, Alfa Romeo 155 V6 TI
- 1995:
  - 1. Rennen: Kurt Thiim, AMG-Mercedes-C-Klasse
  - 2. Rennen: Kurt Thiim, AMG-Mercedes-C-Klasse